# Megbocsátás (regény)
Mészöly Miklós kisregénye, a Megbocsátás 1984–ben jelent meg először önállóan. A szöveg az 1980–as évek magyar prózájának igen jelentős darabja, s az író olyan műveit követi, mint az 1966–ban megjelent Az atléta halála című regénye, vagy a Saulus (1968) és a Film (1976) című művek. A Megbocsátás, ahogy Fogarassy Miklós egy 1985–ös recenziójában írja, szépen jellemzi Mészöly Miklós "írói karakterének markáns, metszetszerűen éles vonásait, az élet tragikus, mély szövedékét röntgenező tekintetének radikalitását."

## AMegbocsátásszövege az interneten
A kisregény digitalizált formában olvasható a Digitális Irodalmi Akadémián, a  Petőfi Irodalmi Múzeum egyik önálló honlapján.

## Szereplők
- törvényszéki írnok (nem tudjuk meg a nevét a történet során)
- Anita (az írnok felesége, aki az egész történet ideje alatt egy fatáblába égetett képet készít, melynek az Állatok búcsúja a címe)
- Iduska néni (nagynéni, aki mindig lelkesen számol be a családnak Hangos–pusztáról, a hőn szeretett gyermekkori tájról)
- Mária (Anita nővére, aki még mindig halott vőlegényébe szerelmes)
- András, Gergely, Ágota (Anita és az írnok két fiúgyermeke és kislánya)
- nagypapa (az írnok édesapja, aki állandóan francia vízállásjelentéseket hallgat rádión)

## A cselekmény
A kisregény igen sokrétű, nehezen felfejthető szöveg, tulajdonképpen minden megválaszolt kérdés csak újabb kérdéseket von maga után. A szöveghez való közelítés nehézségeit igen jól és tömören foglalja össze Kálmán C. György a Beszélő című politikai és kulturális folyóirat egy 1999-es számában: 
A történet elmondható ugyan, talán túlságosan is könnyen, csak épp nem sok értelme van így összefoglalni: hogy van egy bírósági írnok, aki édesapjával, feleségével, három gyermekével, felesége nővérével és egy fogadott nagynénivel él együtt, felesége egy fába égetett képen dolgozik, ő maga meg egy régi per aktáját böngészi olykor, mígnem karácsonykor, kissé italosan, magáévá teszi felesége nővérét. Igen, ennyit értünk – de hát már ezt sem igazán. Miért kell az írnoknak a Porszki-per aktáit olvasnia? Miért olyan fontos, hogy Anita, a feleség, befejezze az Állatok búcsúja című képét, és mire célozgat az írnok azzal, hogy mi lesz, ha befejezi? Mi történik voltaképpen karácsony éjjelén? Ki az a fogadott nagynéni, és hova utazgat? Utazgat-e egyáltalán? Miért gyűlöli a nagyobbik fiú az apját, miért megy a többnyire elhagyott Lipovszky-vendéglőhöz? Egyáltalán: hol játszódik mindez? És mikor? 
A műben elkülöníthető események:
- Porszki–akta ügye
- halott lány rejtélye, akit egy bejárat nélküli búzatábla közepén találnak meztelenül, kereszt alakú testhelyzetben
- a nagynéni alvajárása
- Pándzsó világa
- Lipovszky vendéglő és környéke
- karácsony estéje (melynek végén Mária sógorától veszti el szüzességét)

## A történetvezetés jellemzői
A Megbocsátás nem láncszerűen szőtt történet, az elbeszélés kisebb–nagyobb ugrásokkal halad előre. Az elbeszélés kronologikus idejét különböző betétek, idézetek, előre–hátraugrások akasztják meg. Az elbeszélésnek ez a módja az emlékezet működését modellálja, s az életeseményeket, mint a lelkiállapotot meghatározó élményszilánkokat mutatja be. A különböző betétek, melyek megállítják a lineáris cselekménybonyolítást, azt a következményt vonják maguk után, hogy a törvényszéki írnok és családja életét a különböző álmok, vágyak, észleletek úgy fogják alakítani, akárcsak a konkrét események, élethelyzetek. Ez az elbeszélésmód lesz az oka annak is, hogy a történet epizódjai közt mindig marad egy kis rés, akárcsak a regény végén Anita és férje ágya közt, melyen bár az írnok átnyúl, a rés mégis kettejük közt marad.
Az epizódok különállását értelmezhetjük egyfajta mozaikszerűségként is, hiszen a Megbocsátás esetében cselekménydús szövegről van szó. A különböző események, mint a mozaikdarabkák, önmagukban anekdotikusan kerek egészek, de a szövegegészben mégsem állnak össze egységgé. Összefüggéseik nyitottak maradnak, hiszen amint érvényessé válhatna egy értelmezői stratégia a befogadás során, egy szövegrész azonnal érvényteleníti is azt. Az alkotó tehát lemond arról, hogy kijelöljön bármilyen fix nézőpontot, amibe a befogadó kapaszkodhatna a mű értelmezésekor.

## A narrátor
Az elbeszélő mindentudó narrátor, aki nemcsak az írnok, de a többi szereplő gondolatait, titkait, tudatalatti vágyait is ismeri. Mindezeket mint kis különálló mozaikdarabkákat nyújtja a befogadó elé, de a darabkákból mégsem tud egy szerves egészet kirakni. Tulajdonképpen azt mondhatjuk, hogy a narráció a szereplők közérzetét közvetíti, az oksági viszonyokat nem tárja fel.
A történet így szinte magától alakul, ezekből a közérzetjelentésekből rakódik össze, nem az elbeszélői értelmezés hozza létre, hanem az érintettek vágyai, gondolatai, újságcikkek, valósnak hitt dokumentumok.

## A cím értelmezésének lehetőségei
- A cím a szöveg felől

A kisregényben két alkalommal történik szövegszerűen utalás a címre. Először Anita ad egy meghatározást a megbocsátás fogalmára munkája, az égetőpálcákkal fatáblákba karcolt képek kapcsán, mely szerint megbocsátás nem más, mint a javítás, a próbálkozás gesztusaival kiteljesített érzés, a megszenvedett tartalom és forma. Anita meghatározását erősíti a szöveg oda–vissza lépegető elbeszélő szerkezete is.
Második alkalommal a regény végén az írnok álmában bukkan fel a megbocsátás fogalma.
A címben és a regényzárlatban megjelenő megbocsátás szó így jelentéstanilag a legmarkánsabb helyeket foglalja el, nem véletlen tehát, hogy igen erősen irányítják a befogadói értelmezést. Az írnok álmában próbál megfogalmazódni a megbocsátás kérése, de az álom véget ér, s így a kérés sikertelen. A sikertelenség oka abban is megragadható, hogy a kérés nyelvi formája hiteltelen, a nyelvi kifejezhetőség korlátozott, vagyis a megbocsátás kérésében kifejezett tartalom nyelvileg nem közelíthető meg. További súlyos következménye a kimondás lehetetlenségének, hogy mindaz, amiről az elbeszélés szólt, valójában kifejezhetetlen.
- A cím a füstcsík motívuma felől

Thomka Beáta a cím értelmezését az égen ragadt füstcsík felől kísérli meg. Bornemisza Péter Egykötetes prédikációs könyvéből idézi, hogy a bűn olyan, „mint egy sűrű köd avagy setét fölhő, avagy kemény kőfal elfogja szemünk elől az Istent, hogy csak reátekinteni és csak fohászkodni se merünk hozzája…”
A füstcsík értelmezhető tehát bűnként. A Megbocsátás bűne azonban nem az emberek és az isteni megbocsátás között emel válaszfalat, sokkal inkább a történet szereplői közti viszonyok „egén” állandósul. A fent–lent viszonyrendszert szimbolizálja Mária megerőszakolása, mely karácsony estén az egyik emeleti szobában történik, s mely közben a nő testvére, Anita az alsó szinten tartózkodik tudatában a történéseknek. A fenti szférában megtörténő bűnnel az a lenti szféra helyeződik szembe, melyhez Anita néma megbocsátása kapcsolódik.
- A cím a transzcendencia szemszögéből

A megbocsátás és a kegyelem a keresztény kultúrkör alapfogalmai. A kisregényben egy isten–hiányos világkép bontakozik ki, így ebben az esetben egyfajta profán, Isten–távlattól mentes megbocsátásról van szó, ami ember–ember és ember–világ közt jön létre.

## Valóság és fikcionalitás kapcsolata
Valóság és fikcionalitás határai nem hangsúlyosak, néhol az egyik elemei a másikba csúsznak. A nagypapa kapcsán a szövegbe került pontos vízállás-jelentési számok, vagy a precíz helyszínrajzok, tárgyilagos adatok és az emlékek, álmok, fantáziálások keverednek egymással. Valóság és fikció ilyen keveredésének két jellemző példája Iduska néni Hangos–pusztája és a Pándzsó története.
Iduska néni lelkes beszámolói alapján a család számára valamiféle édenné válik Hangos–puszta, mely gyermekkori táj lévén az emlékezés tartományába utalódik. A vidék továbbá a beteges fantázia szüleménye, amennyiben a nagynéni alvajáró utazásaihoz kapcsolódik. Ám amikor karácsonykor a néni megérkezik, különféle dolgokat hoz Hangos–pusztáról (gomba, csiga, nadrággomb).
A Pándzsó történetéről szóló tárgyi bizonyítékok, jegyzőkönyv, levéltári kimutatások, térképek közt az írnok talál egy szépirodalmi szöveget is az üggyel kapcsolatban. Ám maguk a tárgyi bizonyítékok sem bizonyítanak semmit, hiszen azok maguk is az emlékezés és a fantáziálás függvényei. A történések, eseménysorok maguk is fantáziává válnak, melyre jó példa Porszki Ábel sokféleképpen elbeszélt története (a történetet megismerjük egy idős hölgy rokon és Martinkó főügyész elbeszélésében, valamint a megyei lapban közölt szépirodalmi szöveg alapján, ami egy többszörös álnév alá bújt író műve).

## Visszatérő motívumok
- szénégetőkre tett utalás + Anita is faszénnel dolgozik
- a füst nem tűnik el a város fölül, ahogy Böröcz polgármester és Porszki Ábel esete sem
- képkészítés
- egy–egy tárgy elvesztése, eltűnése (kép, akta, egyleti tagdíjak)
- álmok
- titkok: égen ragadt füst, halott lány rejtélye, Porszki és Berecz polgármester esete, Pándzsó története, Mária titka a vőlegényéről, Gergely titka
- Gergely tanúja szülei teraszon való együttlétének + Anita férje és Mária együttlétének válik tanújává
- Mária napozópozíciója ugyanaz a kereszt alakú testhelyzet, amiben a halott lányt találják
- a búzatábla bejárat nélkülisége ismétlődik a nagynéni történetében a kiscsibékről, amikről nem tudni, hogy kerültek a mosodába

## Álmok
Az álmok segítségével manifesztálódnak a történetben a szereplők vágyai, szorongásai.
- Mária piros ruháján átütő iszapról és az égen átgördülő babakocsiról álmodik, mely a szüzesség elvesztését és a vágyott gyermeket jelképezi.
- Gergely félig álom, félig költött történetében az apja halálát kívánja.
- Anita visszatérő álmában gyerekkori sérelmét éli át újra és újra, vagyis azt a pillanatot, amikor apja zöld gyűrűs kezével örök nyomot hagyó pofont ad neki. Másik visszatérő álmában pedig az a rejtett kívánság artikulálódik, hogy végre befejezhesse a történet egész ideje alatt készülő képét.

## Keresztény utalások
- maga a cím a keresztény kultúrkör egyik alapfogalma
- a kereszt alakú testhelyzet ismétlődik Mária, Anita és a halott nő esetében, mely felfejthető úgy, mint az ártatlanként vállalt bűnért való áldozat, mint a sors vállalása
- szenteste az az időpillanat, amikorra a cselekmény csúcspontja kerül
- Mária nevével, szüzességi fogadalmával természetesen Szűz Mária alakját idézi elő

## További szakirodalom
- Megbocsátás, szerk. MÜLLNER András, ODORICS Ferenc, Bp., Osiris Kiadó és a Pompeji Alapítvány, 2001.
- FOGARASSY Miklós, Mészöly Miklós: Megbocsátás, Kortárs, 1985/4.
- SZÖRÉNYI László, Mészöly Miklós: Megbocsátás, Alföld, 1985/11.
- TAKÁTS József, Megbocsátás: mítoszelemzés, Jelenkor, 1991/7–8.
- URBANIK Tímea, Hídhelyzet és közöttiség Mészöly Miklós írásaiban, Híd, 2007/2. 37–45.
- URBANIK Tímea, A mögöttiség térképzetei Mészöly Miklós prózatájaiban, Bárka, 2007/2. 101–109.
- MÜLLNER András, Mészöly és a hipertext. Megjegyzések Mészöly Miklós Megbocsátásának hipertextuális feldolgozása kapcsán, Új Dunatáj, 2002/1, 36–44.
- KÁLMÁN C. György, Kérdésáradás, Beszélő, 1999/04.
- ODORICS Ferenc, „A csönd, mely égbolt és csillag.”A metafizikai hagyomány megjelenése a kortárs magyar irodalomban
- KELEMEN Pál, Kép és szöveg Mészöly Miklós Megbocsátás (1983) c. elbeszélésében = Az elbeszélés módozatai, szerk. Józan Ildikó, Kulcsár Szabó Ernő, Szegedy-Maszák Mihály, Budapest, Osiris, 2003, 431-454.